# 特勞特瓦利 (伊利諾伊州)
特勞特瓦利（英語：Trout Valley）是位於美國伊利諾伊州麥克亨利縣的一個村落。

## 地理
特勞特瓦利的座標為42°11′57″N 88°15′12″W / 42.19917°N 88.25333°W，而該地最高點為海拔高度242米（即794英尺）。

## 人口
根據2010年美國人口普查的數據，特勞特瓦利的面積為11.12平方千米，當中陸地面積為11.12平方千米，而水域面積為0.00平方千米。當地共有人口537人，而人口密度為每平方千米48人。